# Joan Guiu i Miralpeix
Joan Guiu i Miralpeix (Sant Hipòlit de Voltregà, 1834 – Cornellà de Llobregat, 1872) fou un ecònom, sacerdot i escriptor català. La seva obra romàntica, cultivada en els gèneres literaris de la poesia i la prosa, és una de les més destacades de la prerenaixença vigatana i es preserva al Museu Episcopal de Vic.

## Biografia
Joan Guiu i Miralpeix va néixer a Sant Hipòlit de Voltregà (Osona) l'any 1834 i va cursar bona part dels seus estudis eclesiàstics al Seminari Conciliar de Barcelona, amb una probable estada també al Seminari de Vic. Va exercir de mossèn a les parròquies de Sant Martí Sarroca, de la vila de Gràcia i de Cornellà de Llobregat —sempre dins del bisbat barceloní.
Guiu i Miralpeix va desenvolupar la seva vida majoritàriament fora de la Plana de Vic i mai va participar activament de l'ambient cultural o literari, si bé se'n va impregnar durant diverses estades estiuenques. Hi ha registres que afirmen que va sojornar a Vic durant el Nadal de 1855 i també els estius de 1854 a 1858 —etapes durant les quals rebria la influència del Seminari de Vic i d'autors tals com els també osonencs Jacint Verdaguer i Jaume Collell i Bancells.
Durant la seva estada com a ecònom i mossèn a Cornellà de Llobregat s'esdevingué la Revolta de les Quintes de 1870, any en què fou cremat l'Arxiu Municipal d'aquesta vila. L'Arxiu Parroquial es pogué salvar mercès a la intervenció del seu vicari mossèn Sadurní Colomer. Dos anys després, Guiu i Miralpeix va morir abans d'assolir la quarantena en aquesta localitat —en la qual va finalitzar la seva obra mestra poètica, La llegenda de la Gleva.

## Obra literària
Les obres de Joan Guiu i Miralpeix s'allunyen en certa manera dels nous corrents que van adoptar els seus coetanis vigatans i són considerades més aviats tradicionalistes i dependents del Romanticisme del segle anterior. El seu estil poètic adopta una certa transició i combina referents de caràcter rococó, neoclàssic i barroc, amb clares reminiscències de Francesc Vicent Garcia.
L'obra més destacada que va publicar l'escriptor i religiós osonenc es titula La llegenda de la Gleva, escrita entre 1868 i 1872. És considerada la més ambiciosa de l'autor i la va escriure durant els darrers anys de vida a Cornellà de Llobregat: es constitueix com un poema d'èpica religiosa i de 2.170 versos que el setmanari religiós La Veu del Montserrat de 1885 va qualificar com a «tendríssima composició que ab justícia col·loca a son autor en la pléyade de l'escola vigatana».
A més a més, Guiu i Miralpeix va escriure també altres poemes cristians i de circumstàncies en llengua catalana i castellana, una narració epistolar en prosa i de caràcter amorós en català, i va signar diverses cartes amoroses en castellà.